# حارة جامع الخير (صنعاء)
حارة جامع الخير هي إحدى حارات حي كلية الشرطة بمديرية الوحدة إحد مديريات العاصمة اليمنية صنعاء، بلغ تعداد سكانها 2476 نسمة حسب تعداد اليمن لعام 2004.